# Lilltjärnen (Degerfors socken, Västerbotten, 716905-166590)
Lilltjärnen är en sjö i Vindelns kommun i Västerbotten och ingår i Umeälvens huvudavrinningsområde.